# 鲍勃·舒尔
罗伯特·凯瑟·舒尔（英語：Robert Keyser Schul，1937年9月28日—2024年6月16日），美国男子田径运动员，主攻长跑。他曾代表美国参加1964年夏季奥林匹克运动会田径比赛，获得男子5000米金牌。